# Bumblebee (personaj)
Bumblebee (în română Bondar), cunoscut și drept B-127, este un personaj fictiv din celebra serie Transformers. El este un robot extraterestru ce lupta de partea Autobotilor, asociat deseori cu Chevrolet Camaro sau Volkswagen Beetle.